# Oratorio del pio luogo de' Nazzareni
L'oratorio del Pio luogo de' Nazzareni, o semplicemente degli Orfani è stato un edificio religioso che si affacciava sulla strada di borgo Portello (ora via Belzoni) a Padova.
La chiesa sorse come luogo di culto del vicino «Ospitale, in cui fanciulli, e fanciulle privi di Padre e di Madre vengono accolti, ed educati sino al loro stabilimento». Essa sopravvisse alle soppressioni napoleoniche, ma fu quasi completamente distrutta durante un bombardamento aereo nel 1943. I resti dell'edificio vennero definitivamente demoliti negli anni seguenti. Vicino sorse la nuova cappella dell'Istituto del Sacro Cuore, comunità cattolica femminile che insiste in buona parte sugli edifici del vecchio orfanotrofio. Recentemente l'Istituto ha ceduto all'Università di Padova alcuni edifici, tra cui la cappella che è stata sconsacrata.

## Storia
L'oratorio sorse con l'orfanotrofio a seguito della grande pestilenza del 1528, per volere di Sebastiano Chiara honorato cittadino. Si accoglievano gli orfani, che venivano chiamati "nazzareni", che vestivano di colore roano ed erano contraddistinti da una croce bianca alla sinistra del petto. Nel 1605 l'ospitale accoglieva un centinaio di orfani, tra maschi e femmine. Il luogo di culto venne consacrato dal vescovo Alessandro della Torre nella prima domenica di luglio del 1594. Utilizzato poi anche dagli abitanti della contrada circostante (soprattutto dopo la chiusura di Santa Maria Iconia) fu poi cappella delle Dame del Sacro Cuore. Venne colpito dai bombardamenti del 1943; in seguito fu completamente demolito e in prossimità costruita una cappella, con diverso orientamento dal precedente, su iniziativa delle dame del Sacro Cuore che l'adornarono con opere d'arte provenienti dalle comunità francesi. Questa è stata recentemente sconsacrata e ceduta all'Università con parte degli edifici dell'Istituto del Sacro Cuore.

## Descrizione
Il vecchio oratorio si affacciava perpendicolare alla via, con l'abside rivolta a meridione. Misurava 20 metri per 9. La facciata manierista si innalzava su tre archi verso la via, sostenuta da due colonne trecentesche, di riporto, mentre sopra si aprivano tre grandi finestre che illuminavano la navata, coronate da un timpano: era visibile sino alla metà degli anni '50 quando si decise di demolire il tutto. L'interno aveva tre altari: il primo a sinistra mostrava una tavola di Dario Varotari La Vergine con il Bambino e i santi protettori di Padova, il maggiore una Resurrezione di Cristo di Carlo Caliari. Il soffitto a cassoni era decorato con cinque azioni di Cristo dal pennello forse di Giovan Battista Bissoni.
Ora la cappella, riconoscibile dalla strada solo dal moderno campanile - da poco privato della campana - è completamente moderna e recentemente è stata sconsacrata dopo l'acquisto, da parte dell'Università degli Studi di Padova, di alcune strutture di proprietà delle dame del Sacro Cuore.

### Organo a canne
Sulla cantoria della cappella è collocato un prezioso organo da sala di Aristide Cavaillé-Coll, costruito a Parigi nel 1855. Lo strumento è a trasmissione meccanica con leva Barker ed ha la consolle con due tastiere di 54 note ciascuna e pedaliera dritta di 30 note priva di registri propri. Lo strumento è attualmente fuori uso.